# Andy Bausch
Andy Bausch (Dudelange, 12 d'abril de 1959) és un guionista i director de cinema luxemburguès. Mitjançant el seu interès en la música rock, Bausch va entrar en contacte amb el cinema luxemburguès.

## Filmografia

### Com a director
- 1986: Gwyncilla: Legend of Dark Ages
- 1988: Troublemaker
- 1989: A wopbopaloobop A lopbamboom
- 1991: Ex und hopp - Ein böses Spiel um Liebe, Geld und Bier (TV)
- 1992: V comme vengeance (sèrie TV)
- 1993: Three Shake-a-Leg Steps to Heaven
- 1994: Immer wenn sie Krimis liest (sèrie TV)
- 1994: Fünf Millionen und ein paar Zerquetschte (TV)
- 1993: Section K3 (Die Männer vom K3) (sèrie TV)
- 1995: Doppelter Einsatz (sèrie TV)
- 1996: Letters Unsent
- 1997: Back in Trouble
- 1999: Balko (sèrie TV)
- 2000: Helicops e (sèrie TV)
- 2001: Le Club des chômeurs
- 2001: Zwei Brüder (sèrie TV)
- 2003: Dirty Sky
- 2003: L'Homme au cigare
- 2004: Visions of Europe
- 2004: La Revanche
- 2006: Deepfrozen
- 2008: Inthierryview
- 2010: Trouble No More
- 2010: Schockela Knätschgummi a brong Puppelcher (documental)
- 2012: D'Belle Epoque (documental)
- 2013: D'Fifties (documental)[2]

### Com a guionista
- 1988: Troublemaker
- 1989: A Wopbobaloobop a Lopbamboom
- 1997: Back in Trouble
- 2001: Le Club des chômeurs
- 2004: Visions of Europe
- 2004: La Revanche
- 2006: Deepfrozen